# Farmersville, New York
Farmersville är en kommun (town) i Cattaraugus County i delstaten New York. Vid 2020 års folkräkning hade Farmersville 1 081 invånare.